# TY홀딩스
주식회사 TY홀딩스(영어: TY Holdings)는 태영그룹의 계열사이자 대한민국의 지주회사이다. 태영건설 유동성 위기 때 채권단에 담보로 TY홀딩스의 주식을 제공한 바 있으며 태영건설 워크아웃을 위해 티와이홀딩스 자산을 출연한 바 있다.

## 논란
2025년 IMM프라이빗에쿼티와 IMM인베스트먼트가 콜버그크래비스로버츠(KKR)와 티와이홀딩스로부터 인수한 에코비트의 자회사에서 침출수(오염물질)가 검출되면서 손실이 발생하자 두 회사를 상대로 손해배상 청구에 나서기로 결정했다.

## 같이 보기
- 에코비트
- 태영그룹
- SBS